# Torís (kommunhuvudort)
Turís är en kommunhuvudort i Spanien.   Den ligger i provinsen Província de València och regionen Valencia, i den östra delen av landet, 280 km öster om huvudstaden Madrid. Turís ligger 252 meter över havet och antalet invånare är 5 305.
Terrängen runt Turís är platt åt nordost, men åt sydväst är den kuperad. Terrängen runt Turís sluttar österut.Runt Turís är det ganska tätbefolkat, med 54 invånare per kvadratkilometer. Närmaste större samhälle är Chiva, 9,4 km norr om Turís. Trakten runt Turís består till största delen av jordbruksmark.